# Il'inskij (Kraj di Perm')
Il'inskij (in russo Ильинский?) è un villaggio della Russia europea nord-orientale (Territorio di Perm'); è il centro amministrativo del distretto Il'inskij.
Si trova sulle rive del fiume Obva nella baia Obvinskij del bacino della Kama.